# 14 Camelopardalis
14 Camelopardalis, som är stjärnans Flamsteed-beteckning, är en ensam stjärna i den sydvästra delen av stjärnbilden Giraffen. Den har en skenbar magnitud på ca 6,49 och kräver åtminstone en handkikare för att kunna observeras. Baserat på parallaxmätning inom Hipparcosuppdraget på ca 12,0 mas, beräknas den befinna sig på ett avstånd på ca 272 ljusår (ca 84 parsek) från solen. Den rör sig närmare solen med en heliocentrisk radialhastighet på ca -4 km/s.

## Egenskaper
14 Camelopardalis A är en blå till vit stjärna i huvudserien av spektralklass A7 Vn, där 'n'-suffixet anger att det finns "otydliga" linjer i spektret grund av stjärnans snabba rotation. Den har en massa som är ca 1,6 solmassor, en radie som är ca 2 solradier och utsänder ca 15 gånger mera energi än solen från dess fotosfär vid en effektiv temperatur på ca 7 900 K.